# Villa I Tattoli
Villa I Tattoli è una dimora signorile situata nella valle del torrente Sugana, nella via Volterrana, nel comune di San Casciano in Val di Pesa.
È probabilmente l'edificio di stile rinascimentale più interessante del comune.

## Storia
Appartiene alla famiglia Bini Smaghi che risulta proprietaria del luogo già nel 1427.
Venne forse edificato da un membro della famiglia che nel 1515 ricevette il titolo di conte da papa Leone X.

## Architettura
La villa, a cui si accede da un lunghissimo viale di cipressi, è perfettamente inserita nel paesaggio grazie al giardino all'italiana che la circonda; giardino che per adattarsi al pendio è stato suddiviso in terrazzamenti.
All'esterno la villa si presenta come un parallelepipedo con alcuni edifici annessi alla facciata secondaria. Tutte le facciate esterne sono su due piani con due ordini di finestre incorniciate da fasciature in pietra serena al primo piano e inginocchiate al piano terra.
La purezza delle linee rinascimentali della facciata è ripetuta anche nel chiostro interno. Sul lato nord il chiostro presenta due ordini su cinque arcate, ad arco a tutto sesto le inferiori mentre le superiori con arco ribassato. Al piano superiore il loggiato continua sul lato est con un'arcata costruita nel 1925. Sotto le volte di crociera  del primo ordine del chiostro sono dipinti degli stemmi gentilizi.
La facciata principale è caratterizzata al primo piano da una doppia loggia con colonne binate che riprende la forma delle arcate del chiostro, e un portone che conduce direttamente al chiostro.
Sul viale d'accesso alla villa è posta anche la cappella privata della famiglia.